# Per Kornhall
Per Kornhall, född 13 februari 1961, är en svensk författare och botaniker. Han har arbetat som gymnasielektor i biologi och kemi bland annat i Enköping, som undervisningsråd vid Skolverket och som skolstrateg i Upplands Väsby kommun.

## Biografi
Kornhall är filosofie doktor i systematisk botanik. Han tillhörde länge den kristna församlingen Livets Ord i Uppsala. Han började undervisa vid organisationens gymnasieskola 1995 men lämnade Livets Ord vid årsskiftet 2000/2001 och anmälde då skolan till Skolverket. Sedan dess har han varit en uttalad kritiker av organisationen, som han menar är en sekt.
I mars 2008 utgav Kornhall boken Skapelsekonspirationen, där han argumenterar mot dem som förespråkar kreationism och intelligent design. År 2009 blev han invald i styrelsen för förbundet Humanisterna. År 2010 utgavs Livets ord. Kontroll och manipulation i Jesu namn.
År 2013 publicerade Kornhall boken Barnexperimentet – svensk skola i fritt fall, där han pekar på en rad faktorer som han menar har förorsakat att den svenska skolan har förlorat sin utjämnande effekt: skolans kommunalisering, friskolereformen, det fria skolvalet, nedläggningen av Skolöverstyrelsen, uppdelningen av ansvaret för skolan på två olika myndigheter, avskaffandet av den statliga läromedelskontrollen, med mera.
År 2014 gav han ut boken Alla i mål – Skolutveckling på evidensbaserad grund. En handbok, på Natur & Kultur. Boken är tänkt som ett stöd för lärare, rektorer och huvudmän som vill utveckla skolan på evidensbaserad grund. År 2015 gav han ut boken Förstelärare – En handbok på Natur & Kultur. Boken ger stöd och handledning till dem som arbetar som, eller med, karriärtjänsterna inom skolan.
År 2016 gav han tillsammans med professorerna Andreas Ryve och Kirsti Hemmi ut boken Skola på vetenskaplig grund på Natur & Kultur och Korruption i Sverige på Leopard förlag.
År 2017 var han redaktör för och författare i antologin Flip the System. Förändra skolan från grunden på Studentlitteratur, samt Rektor - En Handbok på Natur & Kultur. 
År 2018 gav han ut Lärare – en handbok på Natur & Kultur och var medredaktör till forskningsantologin Nyckeltexter i utbildningsvetenskap på samma förlag.
Han utkom 2021 med Berättarministeriet. 10 år i demokratins tjänst skriven för stiftelsen Berättarministeriet, samt var tillsammans med Marte Blikstad-Balas och Jenny-Maria Nilsson författare till Omstart för skolans digitalisering som gavs ut av Natur & Kultur (och på norska: Det store digitaliseringseksperimentet i skolen, Fagbokforlaget. 2020).
År 2022 gav han ut två böcker själv: Till skolans försvar. Varför tillät vi skolan att falla sönder? på Natur & Kultur; Naturligt ledarskap. Vad evolution kan lära oss om ledarskap i skolan  på Gothia kompetens; samt var tillsammans med Bo Karlsson, Majsa Allelin och Sten Svensson författare och medredaktör för antologin När skolan blev marknad: 30 år med friskolor som gavs ut av Natur & Kultur. 
Per Kornhall har, i samstämmighet med John Hattie, avfärdat tanken på att barn har olika "lärstilar" som pseudovetenskap.
Kornhall var ledamot i Kungliga Vetenskapsakademins kommitté för skolfrågor och är medlem av EU-kommissionens generaldirektorats nätverk av oberoende skolexperter och är sedan våren 2019 ordförande i Sveriges läromedelsförfattares förbund.

### Medarbetarskap
- Tolv texter tusen tankar. Antologi. Stockholm: Bonnier Utbildning. 2004. Libris 9711056. ISBN 91-622-6094-4
- Gunther Axelsson, Maria (2006). Big bang eller Varde ljus? : skapelsemyten som pseudovetenskap. Stockholm: Wahlström & Widstrand. Libris 10025035. ISBN 91-46-21302-3
- Erica Appelros (red.) (2009). Religion, livssyn och moral. Antologi för gymnasiet. Natur & Kultur.
- What influences educational achievement in Swedish schools? : a systematic review of different factors  : summary analysis. Stockholm: Swedish National Agency for Education. 2010. Libris 12509640. ISBN 9789185545810. http://www.skolverket.se/publikationer?id=2318
- Minten, Eva; Kornhall, Per (2013). Forskning för klassrummet : vetenskaplig grund och beprövad erfarenhet i praktiken. Forskning för skolan. Stockholm: Skolverket. Libris 14830788. ISBN 9789175590646. http://www.skolverket.se/publikationer?id=3095
- Evers, Jelmer (red.); Kneyber, René (red.) & Kornhall, Per (svensk red.). (2017). Flip the System: Förändra skolan från grunden. Lund: Studentlitteratur. ISBN 9789144113890
- Hjelm, Sara (red.); Kornhall, Per (red.) & Hartell, Eva (red.). (2018). Nyckeltexter i utbildningsvetenskap. Stockholm: Natur & Kultur. ISBN 9789127818903
- Kornhall, Per (red.), Svensson, Sten (red.), Allelin, Majsa (red.) & Karlsson, Bo (red.). (2022). När skolan blev marknad: 30 år med friskolor. Stockholm: Natur & Kultur. ISBN 9789127829404

## Priser och utmärkelser
- Ingemar Hedenius-priset 2008 med motiveringen ”I Hedenius anda och med stark förankring i den sanningssökande upplysningstraditionen har han under 2008 tagit sig an en av vår tids mest försåtliga osanningar: intelligent design. Med gedigen vetenskaplig grund parad med mångårig egen erfarenhet av trosrörelsen har Per Kornhall förmågan att både genomskåda och åskådliggöra intelligent designs bristande vetenskaplighet, liksom det propagandamaskineri med vilket den förfäktas. Per Kornhall har med humor, intellektuell skärpa och med stor pedagogisk begåvning bidragit till upplysning i vår tid.”
- Natur & Kulturs författarstipendium 2013.